# Liste des chaînes de télévision à Malte
Cet article présente la liste des chaînes de télévision à Malte.

## Transmission hertzienne
- TVM
- TVM2
- Parliament TV
- NET Television
- One
- F Living
- Smash Television
- Xejk

## Télévision payante

### Melita
- Promotion Channel
- Weather and Info Channel
- Melita Sports 1
- Melita Sports 2
- Melita Sports 3
- Melita Sports 4
- Melita Sports 1 HD
- Melita Sports 2 HD
- Melita More
- Melita More HD

### GO
- GO Weather and Info Channel
- GO Stars
- GO Sports 1
- GO Sports 2
- GO Sports 3
- GO Sports 4
- GO Sports 5
- GO Sports 6

## Chaînes satellite et câble
Deux services sont disponibles, le câblo-opérateur Melita et le service numérique terrestre Go.

### Chaînes européennes et internationales
- Euronews
- Eurosport
- Eurosport 2
- CNBC Europe
- BabyTV
- BBC Entertainment
- BBC World News
- Boomerang
- Cartoon Network (Malte)
- CNN International
- CBS Reality
- Discovery Channel Europe
- TLC
- Disney Channel (Malte)
- E!
- Food Network
- ITV Choice
- MGM Movie Channel
- Movies4Men
- MTV Dance
- MTV Europe
- National Geographic Channel (Malte)
- Nickelodeon
- Sky News
- Sony Entertainment Television
- Sony Movie Channel
- VH1 Classic Europe
- VH1 Europe
- FOX HD

### Chaînes religieuses
- Eternal Word Television Network
- God TV
- Daystar Television Network

## Chaînes italiennes
- Rai 1
- Rai 2
- Rai 3
- Rai 4
- Rai 5
- Rai Yoyo
- Rai Gulp
- Rai News 24
- Rai Premium
- Rai Vaticano
- Italia 1
- Rete 4
- Canale 5
- La7
- TV2000
- Boing
- LA7
- Mediaset

### Traduction
- (en) Cet article est partiellement ou en totalité issu de l’article de Wikipédia en anglais intitulé « List of television stations in Malta » (voir la liste des auteurs).